# Isaac Barrow
Isaac Barrow (Londres, octubre, 1630-Londres, 4 de mayo de 1677) fue un teólogo, profesor y matemático británico, cuyo papel en el desarrollo del cálculo moderno históricamente ha recibido un mérito secundario, en concreto, en su trabajo respecto a la tangente. Barrow es famoso por haber sido el primero en calcular las tangentes de la curva kappa. Isaac Newton fue discípulo de Barrow.

## Biografía

### Primeros años y educación

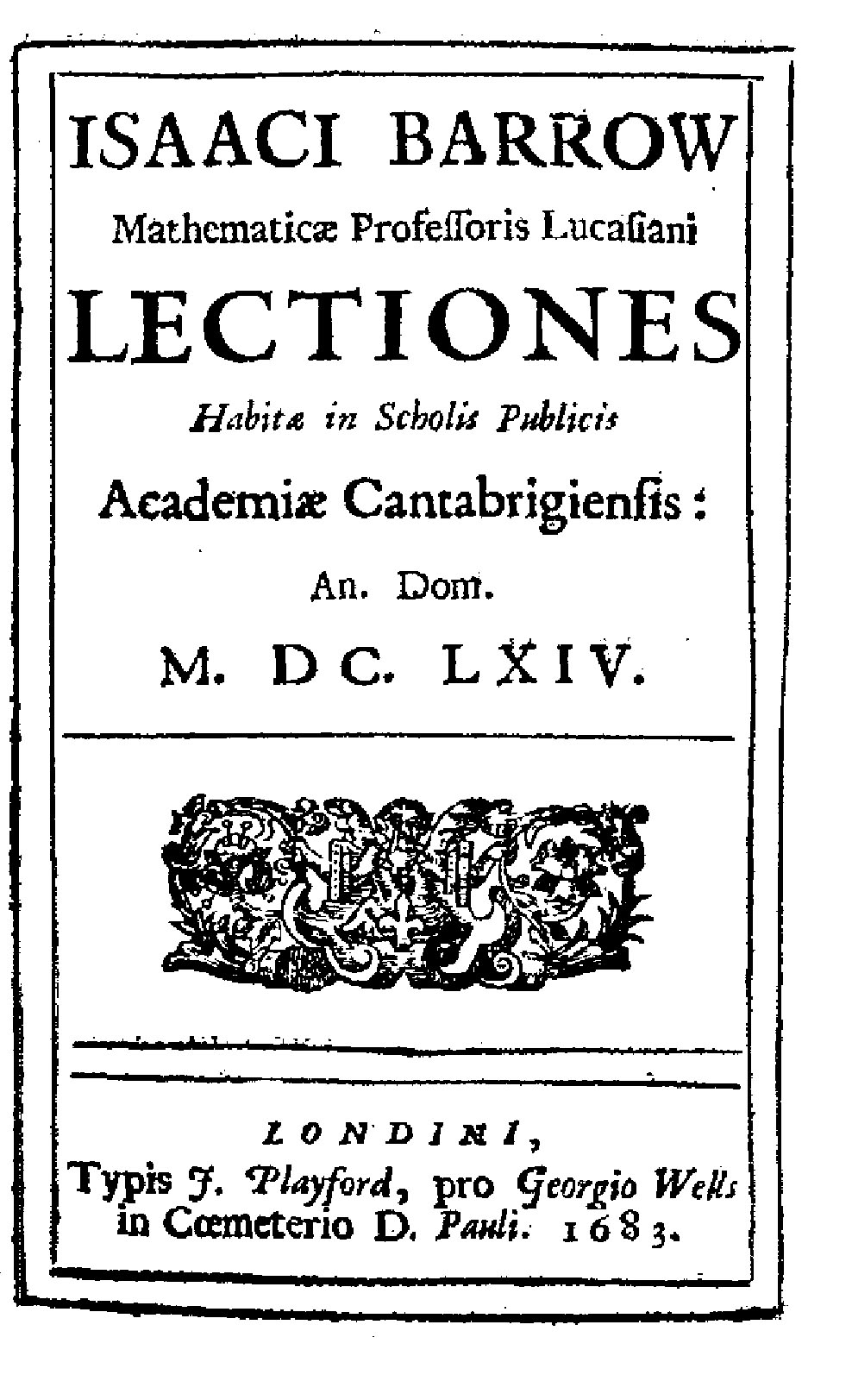
Lectiones habitae in scholiis publicis academiae Cantabrigiensis AD 1664

Barrow nació en Londres. Él era el hijo de Thomas Barrow, un pañero de lino de oficio. En 1624, Thomas se casó con Ann, hija de William Buggin de North Cray, Kent, y su hijo Isaac nació en 1630. Parece que Barrow fue el único hijo de esta unión, sin duda el único hijo que sobrevivió a la infancia. Ann murió alrededor de 1634, y el padre viudo envió al muchacho a su abuelo, Isaac, el JP de Cambridgeshire, que residía en Spinney Abbey.  Sin embargo, dentro de dos años, Thomas se volvió a casar; la nueva esposa era Katherine Oxinden, hermana de Henry Oxinden de Maydekin, Kent. De este matrimonio, tuvo al menos una hija, Elizabeth (nacida en 1641), y un hijo, Thomas, que fue aprendiz de Edward Miller, desollador, y obtuvo su liberación en 1647, emigrando a Barbados en 1680.

### Comienzos de su carrera
Barrow empezó el colegio en Charterhouse (donde era tan agresivo y combativo que se cuenta que su padre rezaba a Dios para pedirle que, si algún día tuviera que llevarse a alguno de sus hijos, se llevara a Isaac). Completó su educación en el Trinity College, Cambridge, donde su tío y tocayo (más tarde obispo de St. Asaph), era Miembro de la Junta de Gobierno del colegio. Habiendo aprendido griego, hebreo, latín y lógica en Felsted, como preparación para los estudios universitarios, continuó su educación en el Trinity College (Cambridge); se matriculó allí debido a una oferta de apoyo de un miembro no especificado de la familia Walpole, «oferta que tal vez fue impulsada por la simpatía de los Walpole hacia la adhesión de Barrow a la causa monárquica». Su tío y tocayo Isaac Barrow, más tarde obispo de St Asaph, fue miembro de Peterhouse. Se dedicó a estudiar con ahínco, distinguiéndose en clásicas y matemáticas; tras licenciarse en 1648, fue elegido becario en 1649. Barrow obtuvo una maestría en Cambridge en 1652 como alumno de James Duport; luego residió unos años en la universidad, y se convirtió en candidato a la cátedra de griego en Cambridge, pero en 1655 habiéndose negado a firmar la Compromiso para mantener la Commonwealth, obtuvo becas de viaje para ir al extranjero.
Fue muy estudioso, sobresaliendo especialmente en matemáticas; tras graduarse en 1648, le fue concedido un puesto de investigación en 1649. Residió unos cuantos años en Cambridge, y le fue ofrecido un puesto de profesor de Griego en su universidad, pero en 1655 fue expulsado debido a la persecución a la que era sometido por los independientes.

### Viajes
Los siguientes cuatro años estuvo viajando por Francia, Italia e incluso Constantinopla, y tras varias aventuras regresó a Inglaterra en 1659. Fue ordenado al año siguiente, así como nombrado profesor Regius de griego en Cambridge. En 1662 fue profesor de Geometría en el Gresham College, y en 1663 fue elegido primer profesor Lucasiano en Cambridge. Mientras ocupaba esta cátedra publicó dos trabajos matemáticos de gran profundidad y elegancia, el primero de ellos en Geometría y el segundo en Óptica. En 1669 dejó la cátedra en favor de su pupilo, Isaac Newton, quien fue considerado durante mucho tiempo el único matemático inglés que le ha superado. Durante este tiempo también escribió sus Expositions of the Creed, The Lord's Prayer, Decalogue, and Sacraments. El resto de su vida fue muy devota pues se dedicó al estudio de la teología. En 1672 fue director del Trinity College, donde fundó una biblioteca, que regentó hasta su muerte en Cambridge en 1677.

### Trabajos posteriores
Además de los trabajos ya mencionados, escribió otros importantes tratados en matemáticas, pero en la literatura se dedicó especialmente a escribir sermones, que fueron obras maestras de argumentaciones elocuentes, donde su tratado Pope's Supremacy es considerado como uno de los tratados de controversia más perfectos que existen. Barrow como hombre fue en todos los aspectos digno de sus grandes talentos, aunque tuvo una gran vena excéntrica. Murió sin casarse en Londres a la temprana edad de 47 años.
Ha sido descrito como "bajo de estatura, flaco y de pálido aspecto", despreocupado en sus vestimentas y un empedernido fumador. Fue notoria su fuerza y valentía, y se cuenta que una vez cuando viajaba hacia el Este logró esquivar el ataque de unos piratas gracias a su destreza. Su predisposición e ingenio le hicieron favorito de Carlos II de Inglaterra, quien indujo a sus cortesanos a respetarle aunque no le mostraran aprecio. Escribía muy a menudo y con elocuencia, y con su intachable vida y su escrupulosa conciencia fue uno de los personajes más impresionantes de su tiempo.

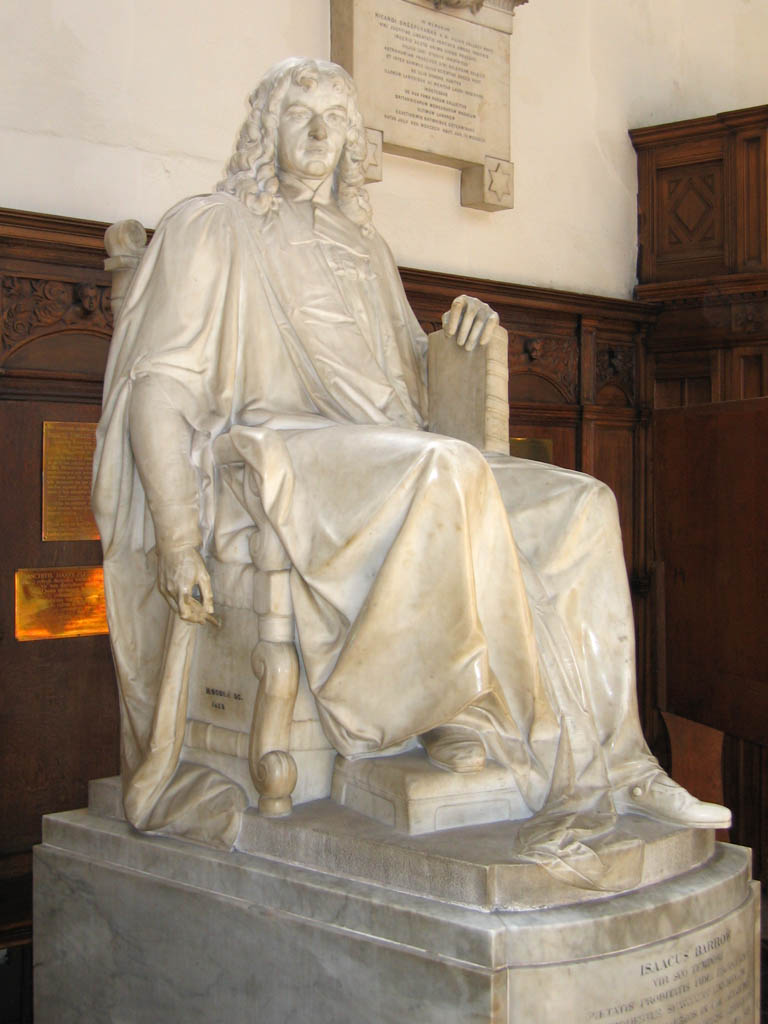
Estatua de Isaac Barrow en la capilla del Trinity College, Cambridge

Su obra más temprana fue una edición completa de los Elementos de Euclides, que publicó en latín en 1655, y en inglés en 1660; en 1657 publicó una edición de los Datos. Sus conferencias, pronunciadas en 1664, 1665 y 1666, se publicaron en 1683 bajo el título de Lectiones Mathematicae; en su mayoría versan sobre el fundamento metafísico de las verdades matemáticas. Sus conferencias de 1667 se publicaron el mismo año, y sugieren el análisis por el que Arquímedes llegó a sus principales resultados. En 1669 publicó sus Lectiones Opticae et Geometricae. Se dice en el prefacio que Newton revisó y corrigió estas conferencias, añadiendo material de su propia cosecha, pero parece probable, a partir de las observaciones de Newton en la controversia fluxional, que las adiciones se limitaron a las partes que trataban de la óptica. Esta, que es su obra más importante en matemáticas, fue reeditada con algunas modificaciones menores en 1674. En 1675 publicó una edición con numerosos comentarios de los cuatro primeros libros del Sobre las secciones cónicas de Apolonio de Perga, y de las obras existentes de Arquímedes y Teodosio de Bitinia.
En las clases de óptica se tratan con ingenio muchos problemas relacionados con la reflexión y la refracción de la luz. Se define el foco geométrico de un punto visto por reflexión o refracción; y se explica que la imagen de un objeto es el lugar de los focos geométricos de cada punto sobre él. Barrow también resolvió algunas de las propiedades más sencillas de las lentes delgadas, y simplificó considerablemente la explicación Cartesiana del arco iris.
Barrow fue el primero en hallar la integral de la función secante en forma cerrada, demostrando así una conjetura bien conocida en la época.

#### Muerte y legado
Barrow murió soltero en Londres a la temprana edad de 46 años, y fue enterrado en la Abadía de Westminster. John Aubrey, en las Vidas breves, atribuye su muerte a una adicción al opio adquirida durante su residencia en Turquía.
Además de las obras antes mencionadas, escribió otros importantes tratados de matemáticas, pero en literatura su lugar está principalmente respaldado por sus sermones, que son obras maestras de la elocuencia argumentativa, mientras que su Tratado sobre la supremacía del Papa está considerado como uno de los ejemplares más perfectos de controversia que existen. El carácter de Barrow como hombre era en todos los aspectos digno de sus grandes talentos, aunque tenía una fuerte vena de excentricidad.

## Cálculo de tangentes
Las lecciones geométricas contienen algunas formas nuevas de determinar las áreas y las tangentes de las curvas. La más célebre de ellas es el método dado para la determinación de tangentes a curvas, y esto es lo suficientemente importante como para requerir una nota detallada, porque ilustra la forma en que Barrow, Hudde y Sluze estaban trabajando en las líneas sugeridas por Fermat hacia los métodos del cálculo diferencial.
Fermat había observado que la tangente en un punto "P" de una curva se determinaba si se conocía otro punto además de "P"; por lo tanto, si se pudiera encontrar la longitud de la subtangente MT (determinando así el punto T), entonces la línea TP sería la tangente requerida. Entonces Barrow comentó que si se dibujaban la abscisa y la ordenada en un punto Q adyacente a P, obtenía un pequeño triángulo PQR (que llamó el triángulo diferencial, porque sus lados QR y RP eran las diferencias de las abscisas y ordenadas de P y Q), de modo que
K
TM : MP = QR : RP.
Para encontrar QR : RP supuso que x, y
fueron las coordenadas de P, y x − e, y
− a los de Q (Barrow en realidad usó p para x y m para y, pero este artículo usa la notación moderna estándar) . Sustituyendo las coordenadas de Q en la ecuación de la curva, y despreciando los cuadrados y potencias superiores de e y a en comparación con sus primeras potencias, obtuvo e : a. La relación a/e fue posteriormente (de acuerdo con una sugerencia hecha por Sluze) denominada el coeficiente angular de la tangente en el punto.
Barrow aplicó este método a las curvas
1. x2 (x2 + y2) = r2y2, la curva kappa;
2. x3 + y3 = r3;
3. x3 + y3 = rxy, llamado la galande ;
4. y = (r − x) tan πx/2r, la cuadratriz; y
5. y = r tan πx/2r.

Aquí será suficiente tomar como ilustración el caso más simple de la parábola y2 = px.
Usando la notación dada arriba, tenemos para el punto P, y2 = px; y para el punto Q:
(y − a)2 = p(x − e).
Restando obtenemos
2ay − a2 = pe.
Pero, si a es una cantidad infinitesimal,
a2 debe ser infinitamente menor y por lo tanto puede despreciarse
cuando se compara con las cantidades 2ay y pe. Por eso
2ay = pe, es decir e : a = 2y : p.
Por lo tanto,
TM : y = e : a = 2y : p.
Por eso
TM = 2y2/p = 2x.
Este es exactamente el procedimiento del cálculo diferencial, excepto que allí
tener una regla por la cual podemos obtener la relación a/e o dy/dx directamente sin el trabajo de realizar un cálculo similar al anterior para cada caso por separado.

## Obras

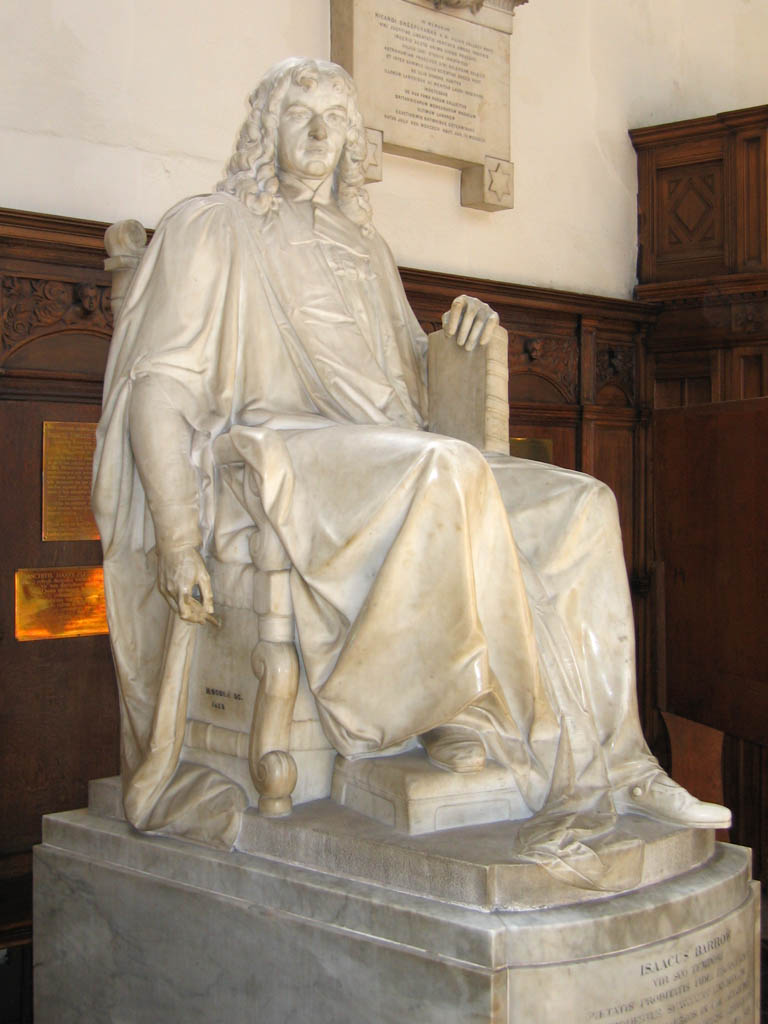
Estatua de Isaac Barrow en la capilla del Trinity College, Cambridge.

Su primer trabajo fue una edición completa de los Elementos de Euclides, que fue editado en latín en 1655 y posteriormente en inglés en 1660; en 1657 publicó una edición de Datos. Sus lecturas, publicadas en 1664, 1665 y 1666, fueron más tarde reeditadas en 1683 bajo el título de Lecciones Matemáticas (en latín Lectiones Mathematicae); la mayoría hablan de fundamentos de metafísica para verdades matemáticas.
Sus lecturas de 1667 fueron publicadas el mismo año, y hablan del análisis sobre cómo Arquímedes pudo llegar a los resultados que obtuvo. En 1669 publicó sus Lectiones Opticae et Geometricae en el que se aproxima al actual proceso de diferenciación al determinar tangentes a curvas y estableció que la derivación y la integración son procesos inversos. Se dice en el prefacio que el propio Newton revisó y corrigió personalmente estas lecturas, añadiendo ideas propias, pero parece probable que los comentarios de Newton solo se refirieron a aquellas partes que hablan de los tratados de óptica. Este trabajo, que es su realización más importante en matemáticas, volvió a ser publicado con algunas pequeñas modificaciones en 1674. En 1675 publicó una nueva edición con numerosos comentarios de los primeros cuatro libros de On Conic Sections de Apolonio de Perge, y de otros trabajos de Arquímedes y de Teodosio.

## Reconocimientos
- La Regla de Barrow, denomina con su nombre.
- El cráter lunar Barrow lleva este nombre en su honor.[11]

## Publicaciones
- Epitome Fidei et Religionis Turcicae (1658)
- De Religione Turcica anno 1658 (poema)
- Euclidis Elementorum] (1659) [en latín] Euclide's Elements] (1660) [en inglés] traducciones de Euclid's Elements
- Lectiones Opticae (1669)
- Lectiones Geometricae (1670), traducido como Geometrical Lectures (1735) por Edmund Stone, más tarde traducido como The Geometrical Lectures of Isaac Barrow (1916) por James M. Child [12]
- Apollonii Conica (1675) traducción de Conics]
- Archimedis Opera (1675) traducción de las obras de Arquímedes
- Theodosii Sphaerica (1675) traducción de Theodosius' Spherics
- Tratado sobre la supremacía del Papa, al que se añade un discurso sobre la unidad de la Iglesia (1680) (edición de 1959)
- Lectiones Mathematicae (1683) traducido como La utilidad del aprendizaje matemático (1734) por John Kirkby
- Del contentamiento, la paciencia y la resignación a la voluntad de Dios (1685)
- Las obras del erudito Isaac Barrow, D.D. (1700) Vol. 1, Vol. 2-3
- Las obras del Dr. Isaac Barrow (1830), Vol. 1, Vol. 2, Vol. 3, Vol. 4, Vol. 5, Vol. 6, Vol. 7 [sermones y ensayos teológicos].